# Take Love Easy
Take Love Easy è il quarantaduesimo album della cantante jazz Ella Fitzgerald, pubblicato dalla Pablo Records nel 1973.
È il primo album della cantante pubblicato dalla Pablo Records, fondata dallo storico produttore della Fitzgerald ai tempi della Verve Records, Norman Granz.
L'album vede la cantante accompagnata dalla chitarra di Joe Pass.

## Tracce
Lato A
1. Take Love Easy (Duke Ellington, John Latouche) – 4:36
2. O Amor Em Paz" ("Once I Loved") (Vinícius de Moraes, Ray Gilbert, Antônio Carlos Jobim) – 2:19
3. Don't Be That Way (Benny Goodman, Mitchell Parish, Edgar Sampson) – 4:39
4. You're Blasé (Ord Hamilton, Bruce Sievier) – 3:27
5. Lush Life (Billy Strayhorn) – 3:34

Lato B
1. A Foggy Day (George Gershwin, Ira Gershwin) – 6:10
2. Gee Baby, Ain't I Good to You? (Andy Razaf, Don Redman) – 4:04
3. You Go to My Head (J. Fred Coots, Haven Gillespie) – 5:44
4. I Want to Talk About You (Billy Eckstine) – 3:28